# Paul Gachet

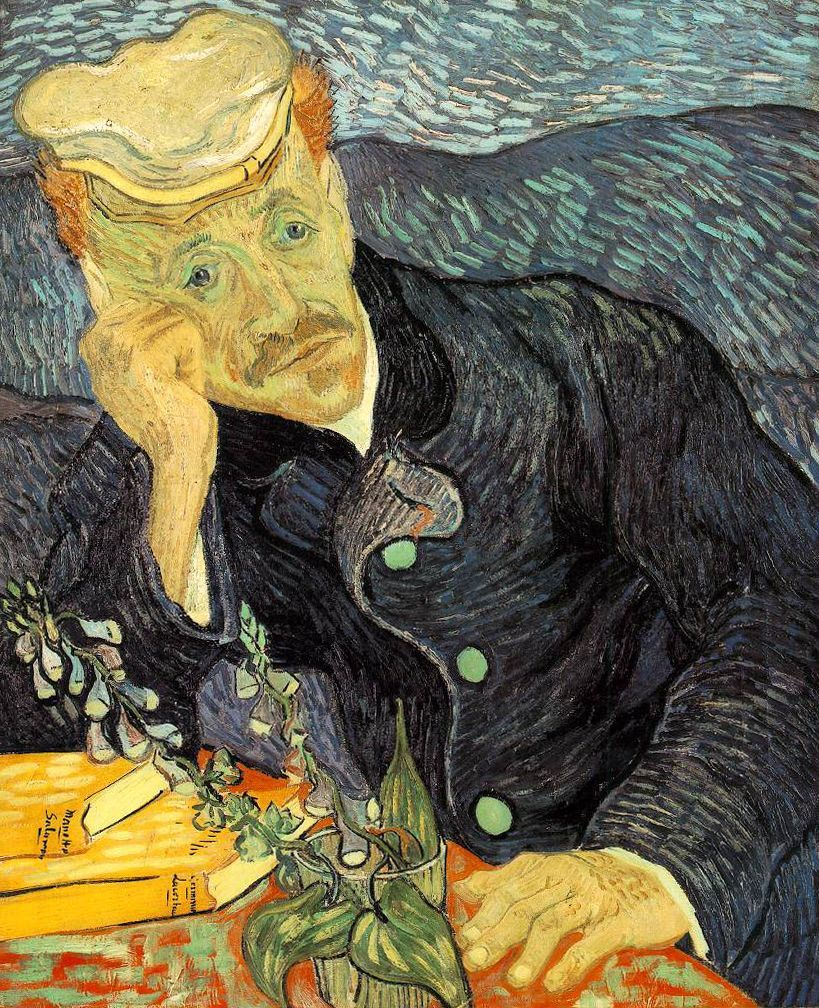
Portret doktora Gacheta, Vincent van Gogh, 1890, (zaginiony)

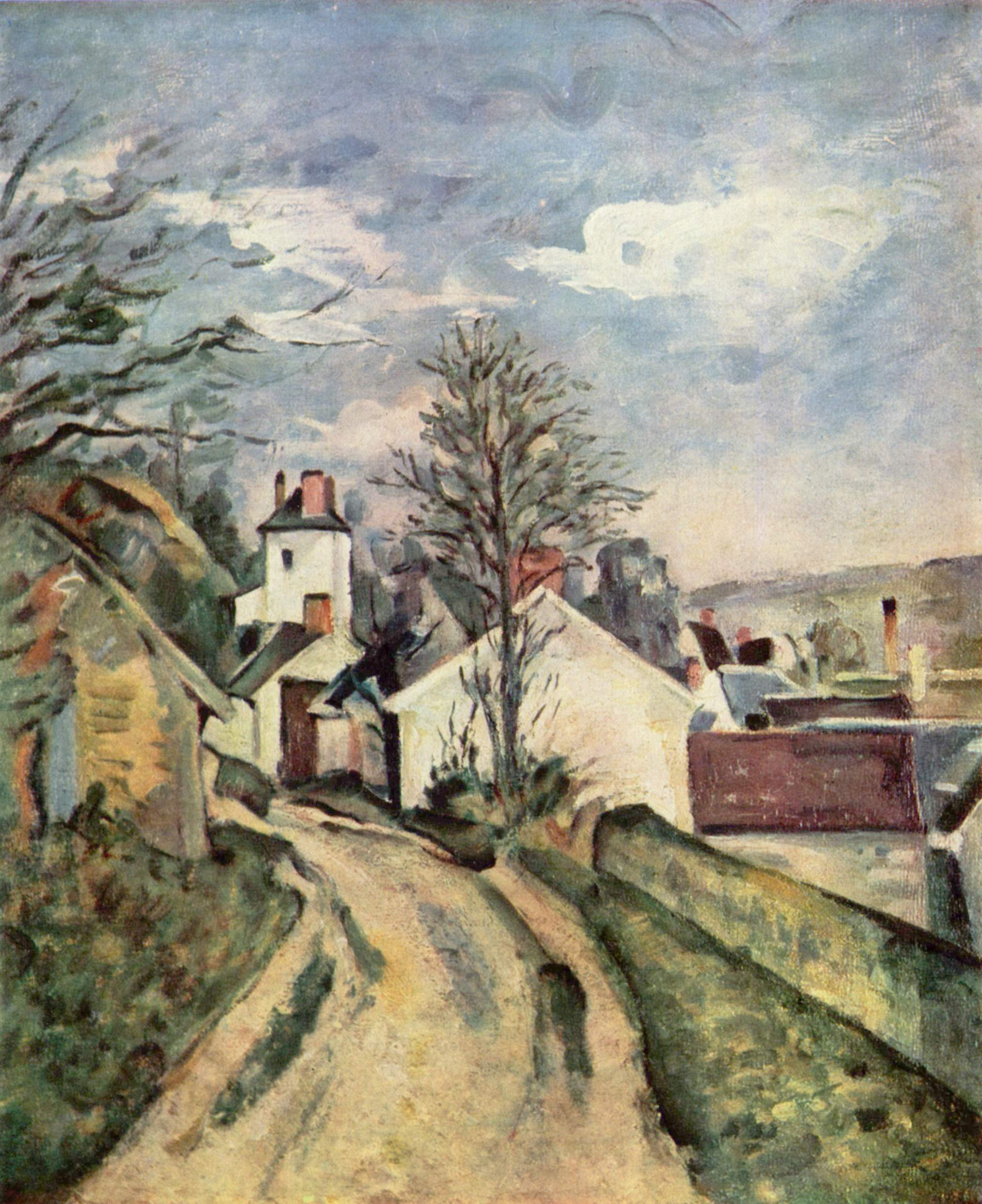
Dom doktora Gacheta, Paul Cézanne, ok. 1873, Musée d'Orsay

Paul-Ferdinand Gachet (ur. 30 lipca 1828 w Lille, zm. 9 stycznia 1909 w Auvers-sur-Oise) – francuski lekarz, kolekcjoner, miłośnik malarstwa i artysta amator. Był przyjacielem i mentorem wielu malarzy m.in. Pissarra, Cézanne`a, Maneta, Renoira i Guillaumina.

## Życiorys
Gachet urodził się i wychował w Lille, na przełomie 1844 i 1845 jego rodzina przeniosła się do Mechelen. Studiował medycynę w Paryżu, był uczniem Armanda Trousseau. Po odbyciu praktyk w szpitalach psychiatrycznych w Le Kremlin-Bicêtre i Salpêtrière osiadł w Paryżu, gdzie prowadził samodzielną praktykę. Za pośrednictwem przyjaciela Amanda Gautiera poznał paryskie środowisko artystyczne i szczególnie związał się z francuskimi impresjonistami. Jego pacjentami byli m.in. Renoir, Manet i van Gogh, artyści często płacili mu swoimi obrazami i szkicami. W 1872 lekarz kupił dom w Auvers-sur-Oise, mieszkał tam do końca życia często goszcząc artystów. Zgromadził dużą kolekcję obrazów, głównie prace impresjonistów.
Paul Gachet interesował się malarstwem od młodości, uchodził za utalentowanego malarza amatora, często wykonywał kopie obrazów innych twórców. Zajmował się też grafiką i publikował w rocznikach Paryż w akwaforcie. Jego najsłynniejszym pacjentem i przyjacielem był Vincent van Gogh, którym opiekował się przez dwa ostatnie miesiące życia. Wykonany w tym czasie Portret doktora Gacheta został sprzedany na licytacji w 1990 za 82,5 mln dolarów.
Po śmierci lekarza jego bogata kolekcja przeszła w ręce jego dzieci, Paula i Marguerity. Pod koniec lat 40. XX w. większa część zbioru została przekazana państwu francuskiemu i znalazła się w Luwrze. Ujawnienie licznych i nieznanych obrazów van Gogha wywołało falę spekulacji na temat ich autentyczności, część krytyków zarzucała Gachetowi fałszerstwo. Zdarzały się również opinie, że lekarz zazdrosny o talent Vincenta przyczynił się do jego samobójczej śmierci. Większość z tych zarzutów nie znalazła potwierdzenia w dostępnych źródłach historycznych, jednak część wątpliwości pozostała niewyjaśniona.